# SIG МСХ
SIG MCX — семейство огнестрельного оружия, разработанного и производимого компанией SIG Sauer, выпускаемого как в моделях с автоматическим режимом огня, так и только в моделях с полуавтоматическим режимом огня, и оснащено системой газоотводной автоматики, унаследованная от раннее разработанного пистолета-пулемета SIG MPX. MCX доступен в конфигурациях винтовки, карабина и пистолета (последняя конфигурация в целом соответствует определению компактного карабина, но для крепления пистолетной скобы, а не приклада). Винтовка получила дальнейшее развитие в SIG MCX Spear, которая была принята на вооружение армии США под патрон .277 Fury как XM7 в 2022 году.

## История
SIG MCX впервые был представлен на выставке SHOT Show 2015. Винтовка была первоначально разработана SIG USA, дочерней компанией SIG Sauer, базирующейся в Нью-Гемпшире. В 2016 году компания SIG отозвала часть винтовок, имевших затворную раму первого поколения. SIG MCX использовался при убийстве в ночном клубе в Орландо в 2016 году, который на тот момент был самым смертоносным массовым убийством в истории США, теперь уступающее стрельбе в Лас-Вегасе в 2017 году.

## Конструкция
Серия SIG MCX оснащена газовым поршнем с коротким ходом, что позволило снизить отдачу и улучшить надежность оружия. Данная конструкция это была основана на основе раннее разработанного SIG MPX. MCX оснащен системой, которая позволяет конвертировать оружие под патроны 5,56 × 45 мм NATO, .300 AAC Blackout и 7,62 × 39 мм с использованием стандартных магазинов STANAG для 5,56 × 45 мм NATO и .300 AAC Blackout, а также специально разработанных STANAG-совместимых магазинов для 7,62 × 39 мм. MCX разработан для обеспечения оптимальной работы с патроном .300 AAC Blackout и глушителем.
Профиль ствола сужается в верхней части, что позволяет устанавливать дульные устройства и глушители звука с прямой резьбой без использования шайб, которые ухудшают характеристики и позволяют устройствам самоцентрироваться при установке. Ствол можно поменять за считанные секунды на другую длину или другой калибр. Кроме того, стволы имеют нитридное покрытие для защиты от коррозии. Он имеет точки износа сделанные из закаленной стали.
Возвратна пружина Sig MCX, в отличие от возвратных пружин большинства винтовок типа AR-15, расположена над затворной группой вместо трубы приклада, что позволило укоротить винтвоку, сделав Sig MCX более компактной.
Варианты MCX первого поколения имеют алюминиевое цевье с системой KeyMod для добавления аксессуаров, а варианты MCX второго поколения имеют цевьё с гнёздами M-LOK. Органы управления в основном двусторонние, включая рукоятку заряжания, но не спуск затвора. Sig производит четыре конфигурации приклада, доступных для карабина MCX. Общая компоновка двух винтовок аналогична. Компания SIG разработала верхний ресивер для совместимости со стандартными нижними ресиверами AR-15 и M16 с помощью адаптера.
В июле 2018 года Командование специальных операций США выбрала верхнюю группу приемников со встроенным подавлением на основе MCX для контракта SURG (группа верхних приемников с подавлением). Эти подавленные верхние части будут сочетаться с существующими нижними частями M4A1 в инвентаре SOCOM.

## Варианты

### SIG МСХ
SIG MCX доступен с полуавтоматическим УСМ для гражданского рынка США или полностью автоматическим УСМ для военных и правоохранительных органов.
SIG Sauer предлагает полуавтоматическую винтовку только в трех различных конфигурациях для гражданского рынка:
- SIG MCX PATROL — стандартная конфигурация винтовки с длинной ствола в 406 мм.
- SIG MCX SBR представляет собой короткоствольную конфигурацию винтовки с длинной ствола в 229 мм. (Согласно федеральному закону США, винтовки со стволом короче 16 дюймов являются оружием II Раздела, на которое распространяются федеральные ограничения, а также законы штата).[6]
- Пистолет SIG MCX представляет собой пистолетную конфигурацию винтовки с длинной ствола в 229 или 292мм и поставляется либо с SIG Sauer SBX (стабилизирующим упором для пистолета), либо с SIG Sauer PCB (складывающимся упором с поворотным контуром для пистолета). (Эта конфигурация соответствует юридическому определению «пистолета» в США, поскольку она предназначена для стрельбы только с одной точкой контакта с телом стрелка,[15] хотя на самом деле это компактный карабин, так как он стреляет промежуточным патроном. Бюро алкоголя, табака, огнестрельного оружия и взрывчатых веществ ранее предупреждал пользователей, что ношение на плече оружия, оснащенного SIG SBX или аналогичной скобой для предплечья и не зарегистрированного как короткоствольная винтовка, представляет собой изготовление короткоствольной винтовки, которая является оружием II Раздела.[16] Однако по состоянию на апрель 2017 года это уже не так.).[17]
- SIG MCX (LVAW) представляет собой короткоствольный вариант с глушителем и режимом выборочного огня, доступный только военным и правоохранительным органам. Его также прозвали «Черной мамбой».[18][19]

### SIG MCX VIRTUS
SIG MCX VIRTUS — это второе поколение серии SIG MCX, представленное в 2017 году.
- SIG MCX VIRTUS Patrol — это винтовка стандартной конфигурации с длинной ствола в 406 мм, специальным спусковым крючком Sig Matchlite Duo Trigger для повышения точности, складывающимся 5-позиционным прикладом, четырьмя вариантами длины цевья на выбор, сменными стволами и специальной внутренней системой отдачи.[20][21]
- SIG MCX VIRTUS SBR — это короткоствольная конфигурация винтовки MCX VIRTUS. Он имеет длину ствола в 292 мм для калибра 5,56×45 мм НАТО и 140 мм/229 мм для калибра .300 AAC Blackout.[22]
- SIG MCX VIRTUS Pistol — представляет собой пистолетную конфигурацию MCX VIRTUS со стабилизирующим плечевым упором SBX. Он имеет длину ствола в 292 мм для калибра 5,56×45 мм НАТО и 229 мм для калибра .300 AAC Blackout.[23]

### SIG MCX RATTLER
SIG MCX RATTLER — вариант короткоствольной винтовки под патроны .300 AAC Blackout и 5,56 × 45. Он предназначен для использования в качестве персонального оружия самообороны и имеет длину ствола в 140 мм и поставляется с планкой для крепления приклада или складным плечевым упором. В феврале 2018 года USSOCOM заказал комплекты для переоборудования верхней группы ствольной коробки для MCX Rattler калибра .300BLK для оценки. Позже MCX Rattler был выбран победителем контракта SOCOM на коммерческое оружие индивидуальной защиты (CPDW) в мае 2022 года, и MCX Rattler с глушителем будут заказаны в калибрах 5.56 и .300BLK.

### SIG MCX-SPEAR LT
SIG MCX-SPEAR LT — это третье поколение SIG MCX, представленное в 2022 году. Предназначенный для использования в качестве карабина, он имеет длину ствола в 230 мм или 410 мм. Он доступен в калибрах 5,56 мм NATO, .300 Blackout и 7,62x39 мм.

## Производные

### SIG MCX-SPEAR
SIG MCX SPEAR был разработан Sig Sauer для программы отрядного оружия нового поколения армии США (NGSW) под патрон 6,8 × 51 мм SIG Fury. Sig Sauer был выбран победителем 19 апреля 2022 года, получив обозначение XM5 на военной службе США.

## Пользователи
- Австралия: В сентябре 2022 года было объявлено о закупке винтовок под .300 Blackout,[34] в ВС Австралии получили обозначение F15 PDWS.
- Бельгия
- Великобритания: Используется Британской полицией, включая Службу столичной полиции,[35] а также SAS и ВМС для замены HK MP5SD3 под обозначением L143A2 LSAW (Low Signature Assault Weapon).[36]
- Германия: Берлинская полиция, 300 MCX были заказаны в октябре 2017 года.[37]
- Израиль: Используется подразделением военно-морских сил Шайетет 13.[38]
- Испания: находится на вооружении развернутых в зарубежных миссиях частей Гражданской гвардии.
- Италия: стандартный карабин боевых пловцов ВМС Италии.
- Канада
- Нидерланды: стандартный карабин подразделений специального назначения морской пехоты ВМС Нидерландов.
- Польша: GROM и Formoza закупила SIG MCX VIRTUS и MCX RATTLER под .300 AAC Blackout с комплектами для смены калибров под 5.56 × 45 мм NATO и 7.62 × 39 мм.[39]
- Португалия
- Украина: Используется спецподразделением СБУ «Альфа».[40]
- США: XM7 приняты на вооружение. SIG MCX Rattler под .300BLK закуплены для USSOCOM. LVAW, вариант MCX, используется многими подразделениями SOCOM включая подразделения SEAL, Дельта и JSOC.[41]
- Франция: 27-я горнопехотная бригада, все винтовки под .300 AAC Blackout.[42]
- Эстония: Используется K-Commando.[43]